# Кобилінський Володимир Ілліч
Кобилінський Володимир Ілліч (16 липня 1934 року с. Дівошин, Овруцького району, Житомирської області, УРСР- 30 листопада 2019 року в м. Одеса, Україна) - український живописець, графік, педагог, колекціонер, громадський діяч.

## Життєпис:
Володимир Кобилінський народився в невеличкому селі на Житомирщині в родині вчителів. Батько - Кобилінський Ілля Павлович (директор школи, а пізніше ревізор міністерства капітального будівництва України), мати Лопух Таїсія Іллівна (вчителька молодших класів. Викладала пізніше в школі для сліпих сиріт. Кожні канікули брала 2-3 сліпих дівчаток відгодовувати до себе додому). Під час німецької окупації ховали в клуні 3 євреїв.
В дитинстві дружили з Вадимом Крищенком
Навчався в Київському училищі вжиткового мистецтва (1949 - 1954 рр) (нині Київська державна академія декоративно-прикладного мистецтва і дизайну)на відділенні монументально - декоративного розпису. Вчителями були: Юхно І.І.,Томашова Н.Н., Ган Н.С., Вовк О.І.
1961-1968 навчався на відділенні графіки Українського поліграфічного інституту ім. І. Федорова,викладач Бунов. В. Л.
Дружина - Трощенко Валентина Леонтієвна. Художник ,викладач. Присвятила все своє життя чоловікові.
З 1960 по 1982 рік Володимир Кобилінський працює методистом в художній студії при обласному будинку народної творчості. Відповідає за виставки самодіяльних художників і народних майстрів
Його учні того періоду стали відомими художниками Мечислав Малавський, Михайло Раков, Фелікс Туровський, Ігор Попов, Франц Осовський, Олексій Макаренко, Леон Окс, Владко Пасков - Тотунаров, Микола Псюк ( Перемишлєв ), Олесандр Осауленко, Володимир Попов і багато інших.
Донька художник викладач Кобилінська Ярина 1969рн
Онуки: Ярослав Геращенко, художник,1990р.н, Гуц Оксана, художниця, фотографиня,1995.
Родина художника зазнала поневірянь в часи репресій через свої патріотичні проукраїнські погляди.
Художник з 1953 року перебував під наглядом КДБ аж до розпаду СРСР
Це й спричинило таку філософську спрямованість творчості

## Виставки:
1984 - Житомирський краєзнавчий музей, 120 робіт в різноманітних техніках
1986 - Львівський музей архітектури та побуту
1992 - Ізмаїльська картинна галерея
1995 - Одеський центр української культури
1995 - Житомирський меморіальний дім - музей С.П. Корольова
Посмертна виставка до 90-річчя митця у 2024 році у Брюсселі ,в українському центрі Голоси України
Роботи художника знаходяться в Житомирському коаєзнавчому музеї, Ізмаїльській картинній галереї, Львівському музеї архітектури та побуту. В приватних колекціях в США, України, росії.

## Творчість:
Колажі — «Князь Данило Галицький», «Нестор Літописець», «Мати Божа — Цариця Смирення» (усі — 1960–70-і рр.), «Княгиня Ольга перед Іскоростенем» (1972), «Князь Володимир Хреститель», «Крик серед ночі» (обидва — 1974), «Князь Святослав-завойовник» (1984), «Велике протиставлення», «Моделювання людини» (обидва — 1989), «Велика маска» (1990), «Скіф на троні» (1992), «Алімпій Печерський», «Гріхопадіння», «Козак у поході» (усі — 1995); графіка — «Троянди» (1961), «Лісове озеро» (1962), «Батьківський двір» (1981), «Материнство» (1984), «Автопортрет» (1985), «Сон Мазепи» (1992), «Скіфський степ» (1995), «Катерина» (2002); живопис — «Ранок» (1976), «Мальована гора» (1978), «Місячне сяйво», «М. Кривоніс», «М. Залізняк», «І. Богун», «І. Гонта» (усі — 1984), «Хата край дороги» (1986), «Ворота біля старої криниці», «Купуйте квіти» (обидва — 1988), «Срібний день», «Реквієм сибірських концтаборів» (обидва — 1992), «Вогненний ангел» (1995); декор. тарелі — «Мавка лісова» (1983), «Палаюча зірка» (1984).